# Fosse Way
Fosse Way byla důležitá římská silnice v Anglii, dlouhá 370 km, která procházela Británií ve směru z jihozápadu na severovýchod. Vedla z Exeteru (50°43′48″ s. š., 3°28′48″ z. d.) do Lincolnu (53°13′48″ s. š., 0°32′24″ z. d.).
Spojovala Exeter (Římany zvaný Isca Dumnoniorum) v jihozápadní Anglii s Lincolnem (Lindum Colonia), přičemž vedla přes Ilchester (Lindinis), Bath (Aquae Sulis), Cirencester (Corinium) a Leicester (Ratae Corieltauvorum). V Cirencesteru se napojila na Akeman Street a Ermin Way, přeťala cestu Watling Street v High Crossu (Venonae) na jih od Leicesteru a v Lincolnu dospěla k Ermine Street, k další významné římské silnici, která vedla z Londýna přes Lincoln dále na sever do Yorku.
S jiným autorem a jinými detaily řečeno, Fosse Way vedla z jihozápadu od ústí řeky Axe v Devonu u Axminsteru a Ilchesteru do Bathu and Cirencesteru, dále 100 km rovně do High Crossu, kde proťala Watling Street, a odtud do Leicesteru. Za řekou Trent blízko Newarku dorazila k Ermine Street a svému severnímu konci v Lincolnu.

## Latinský původ názvu
Slovo fosse je odvozeno od latinského fossa, které se používá s významem příkop, jamka, vyhloubenina.

## Motivace pojmenování
V prvních několika desetiletích po římské invazi do Británie v roce 43 n. l. Fosse Way představovala západní hranici území pod římskou nadvládou. Cesta pravděpodobně byla obranným příkopem na západní hranici území pod římskou nadvládou, který později zasypali a proměnili v cestu, anebo se obranný příkop táhl podél silnice přinejmenším v části její délky.
Několik zeměpisných jmen na cestě má příponu -cester nebo -chester, odvozenou od staroanglického 'ceaster' / 'cæster' (původně z latinského castrum, množné číslo castra, ve významu vojenský tábor). Některé názvy dostaly název po cestě samotné, například Fosse-, nebo -on-Fosse, jiné mají obecnější podobu Street, Strete, -le-Street, Stratton, Stretton, Stratford a Stretford, odvozenou od staroanglického výrazu 'strǣt' / 'strēt' (původně z latinského via strata, dlážděná cesta).

## Účel, délka a tvar cesty
Jak se římské impérium rozšiřovalo, Římané stavěli dlážděné silnice, aby mohli rychle přesunovat vojska a zásobovat je. Cesty spojovaly pevnosti, přístavy a další klíčové body. Za vojáky potom na dobyté území přicházeli obchodníci a řemeslníci. V době římské okupace Británie (mezi roky 43 až 410 našeho letopočtu) bylo postaveno zhruba 13 000 km silnic. Jednou z nejpřímějších římských cest přes Anglii je právě Fosse Way: na 293 km Exeteru v Devonu na jihu do Lincolnu na severovýchodě se ani jednou neodchyluje od přímky více než o 10 km.

## Časové zařazení
V roce 49 našeho letopočtu byl vytyčen první limes (tzv. Fosse Way). Limes je definován jako opevněná hranice Římské říše.

## Současná podoba
Po mnoha úsecích Fosse Way vedou moderní silnice a cesty nebo hranice správních celků. Ve zkratce: hlavními trasami jsou A30 z Exeteru (a A358 z Axminsteru), A303 do Ilchesteru, A37 a A367 do Bathu. Pak z Cirencesteru silnice A429 přes Cotswolds a B4455 přes Warwickshire do High Crossu. Přesun po B4114 do Leicesteru, potom A46 do Newarku a dál do Lincolnu. Lze pokračovat po Ermine Street (nyní A15) do Yorku, nebo to vzít opačným směrem do Londýna.

## Ze severozápadu na jihovýchod

### Z Lincolnu do Leicesteru
Trasu Fosse Way mezi Lincolnem a Leicesterem sleduje silnice A46. Odchyluje se od ní ve vesnici East Goscote. Původní trasa je ale stále viditelná a pod názvem Fosse Way prochází Systonem, pokračuje jako Melton Road přes Thurmaston, než se spojí s A607 (starou A46) a míří do středu města Leicester nejdříve pod názvem Melton Road, Belgrave Road a později Belgrave Gate. Končí u věže s hodinami (Clock Tower) v centru a opět se ukáže v Narborough Road (A5460) na druhé straně řeky Soar. Nová dvouproudová silnice o délce 31 km z Widmerpoolu do města Newark-on-Trent, dokončená v roce 2012, se na několika úsecích od historické trasy vzdaluje.

### Z Leicesteru do Cirencesteru

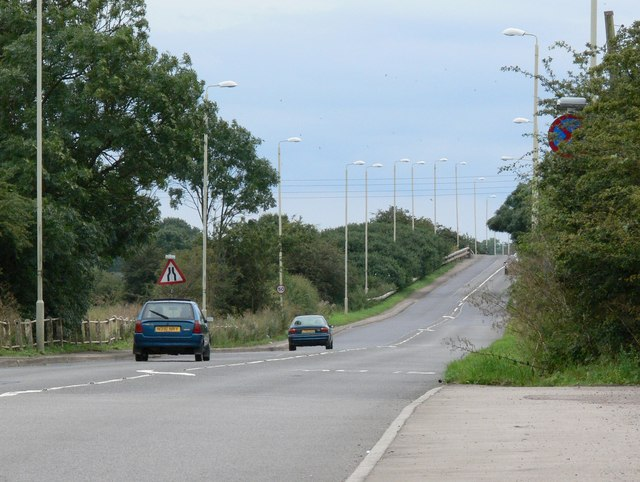
Fosse Way - B4114 Coventry Road

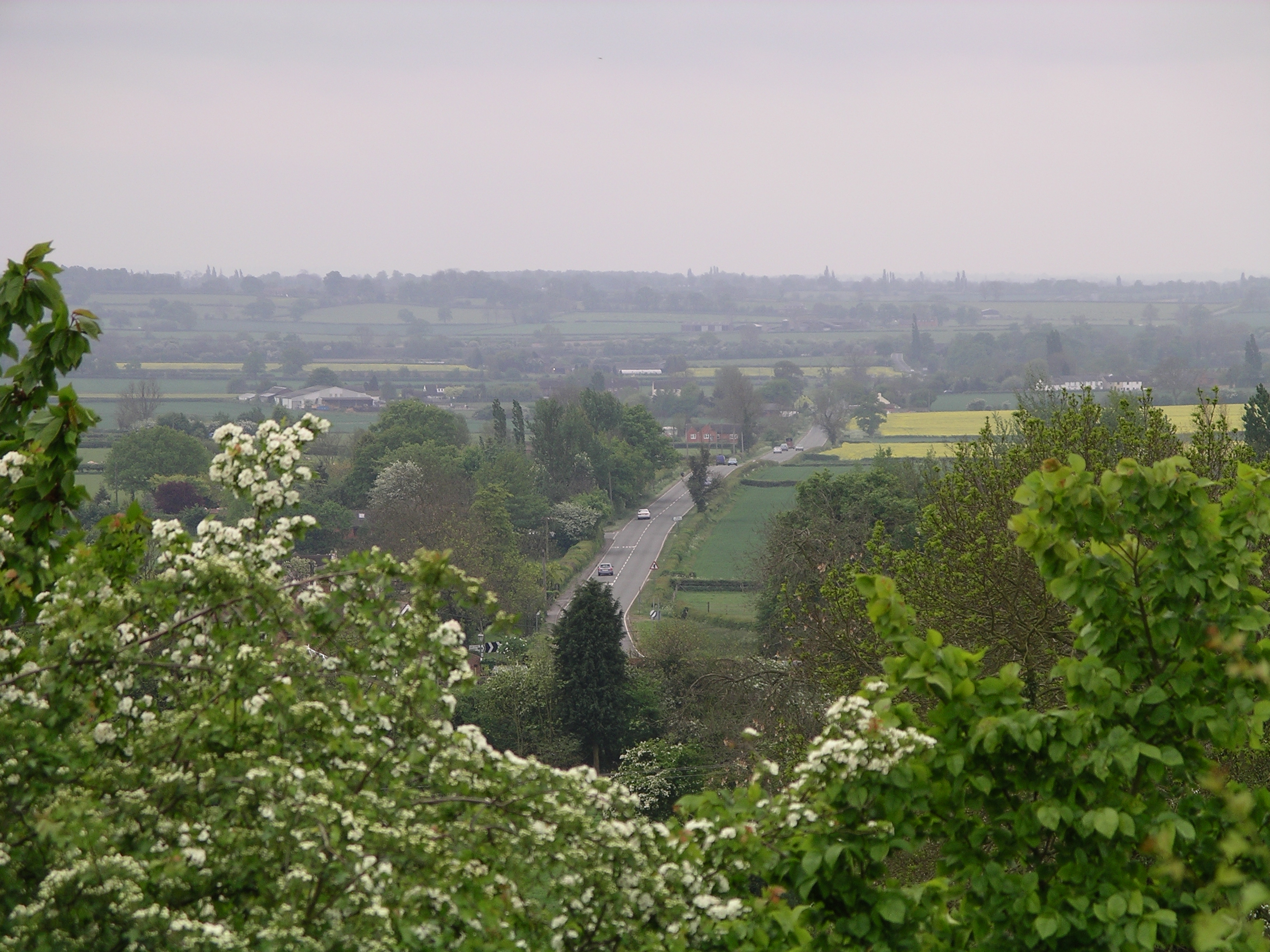
Fosse Way z hradu Brinklow Castle, Warwickshire

Na jih od Leicesteru s výjimkou krátké odchylky poblíž vesnice Narborough, kde původní trasa už není viditelná, sleduje Fosse Way silnici B4114. Nedaleko na sever od A5 se B4114 od Fosse Way vzdaluje, aby prošla vesnicí Sharnford, po Fosse Way však dál vede silnička Roman Road, která pokračuje ve velké šíři a má po obou stranách hluboké příkopy (agger). Moderní silnice končí u piknikového parkoviště a římskou silnici lze dál (2,4 km jižním směrem) prohlížet pěšky.

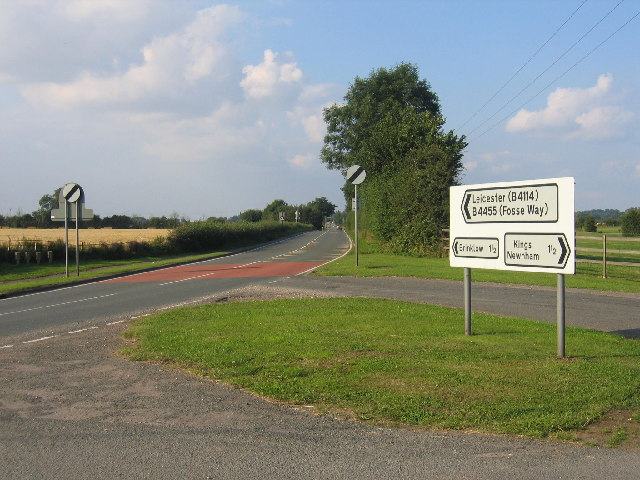
Fosse Way - Bretford

Křižovatka Fosse Way s Watling Street (silnicí A5) je v High Crossu. Watling Street tvoří hranici mezi hrabstvími Leicestershire a Warwickshire.
Fosse Way sleduje B4455 přes hrabství Warwickshire, a to přes Street Ashton, Stretton-under-Fosse, Brinklow, Bretford (úsek mezi Compton Verney a Bretfordem, kde cesta překonává řeku Avonu, je pokládán za zvlášť malebný),Stretton-on-Dunsmore, Princethorpe a lokalitu, kde stávalo římské město u Chestertonu, dokud se nespojí se silnicí A429 u hranice s hrabstvím Gloucestershire. Potom prochází s A429 přes Stretton-on-Fosse, Moreton-in-Marsh, Stow-on-the-Wold, Northleach a Fossebridge do Cirencesteru, kde kříží Akeman Street a Ermin Way.

### Z Cirencesteru do Bathu

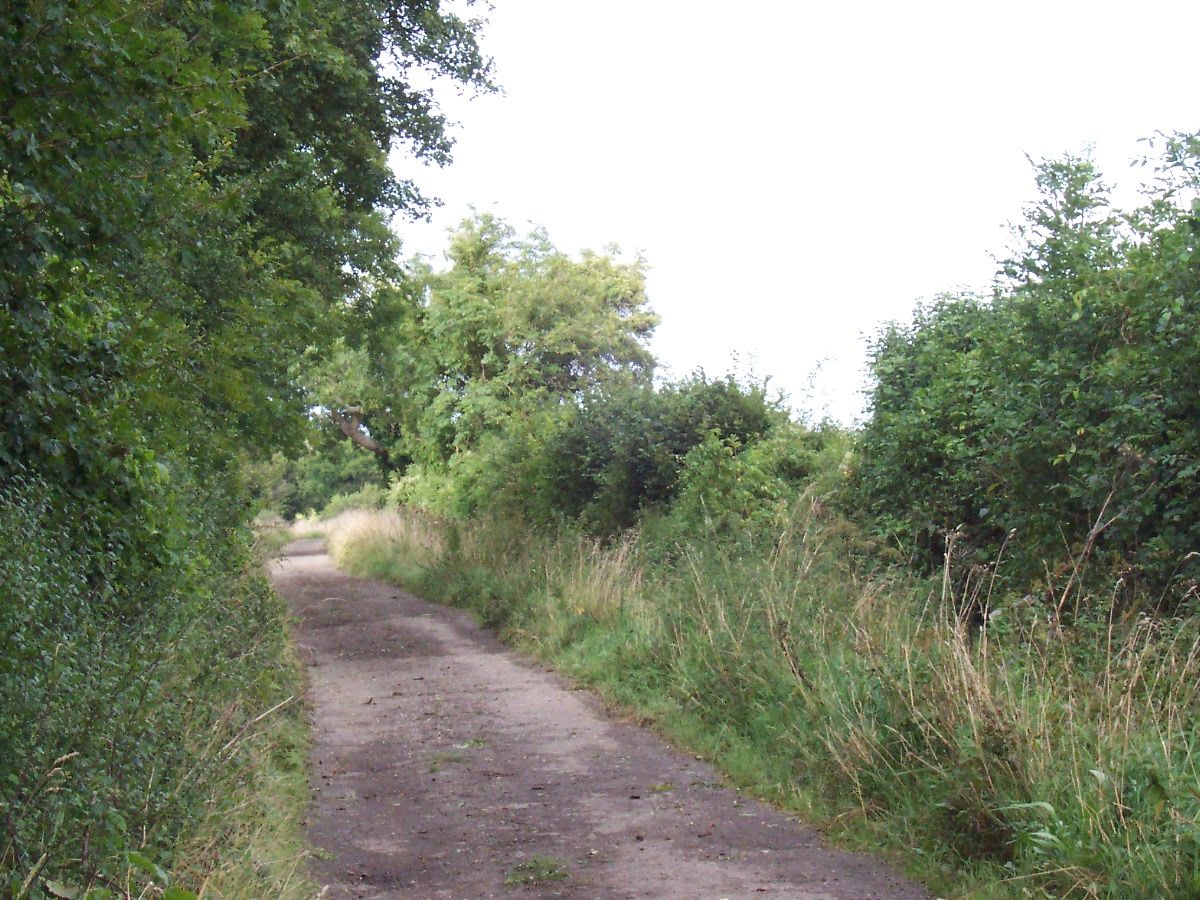
Úsek Fosse Way - cesta severně od M4

Na jih od Cirencesteru Fosse Way sleduje krátce silnici A433, potom vede po volném terénu a přechází řeku Temži. Později tvoří hranici mezi hrabstvími Gloucestershire a Wiltshire, přes staré letiště (RAF Kemble) pokračuje po řadě venkovských úzkých cest; někdy se však rozšiřuje až na 20 m.
Prochází kolem Bury Camp, pevnosti na kopci z doby železné, a znovu běží po hranici hrabství, přechází železniční trať, míjí starou kapli ve Fosse Lodge v Dunley a jde přes M4. Pokračuje na The Shoe, Nettleton Shrub a Batheaston. Poté se obrací k západu, aby podle řeky Avony zamířila do Bathu.

### Z Bathu do Ilchesteru
Mezi městem Bath a Shepton Mallet sleduje Fosse Way částečně silnici A367 přes Clandown, Radstock, Westfield a Stratton-on-the-Fosse. Jde otevřeným terénem a po polních cestách rovnoběžně s A37 severně od města Shepton Mallet, poblíž pevnosti na kopci Maesbury Castle. V Beacon Hillu (jižně od vesnice Oakhill) kříží římskou silnici z Old Sarumu k dolům na olovo a stříbro ve vesnici Charterhouse. Fosse Way prochází východními předměstími Shepton Mallet a po krátkém úseku A361 do Cannard's Grave se napojuje na A37.
Fosse Way sleduje A37 přes Street-on-the-Fosse a Lydford-on-Fosse na přímé trase do Ilchesteru. Opouští silnici A37 severně od křižovatky s A303 u Ilchesteru, jde po úzké cestě (dříve části A37), než se spojí s B3151 přes město. Odbočí na ilchesterskou High Street, pak sleduje West Street a Roman Road k A303, která prochází západně od města.
Římská silnice z Ilchesteru do Dorchesteru v Dorsetu pokračuje s A37 přes Yeovil směrem na jihovýchod. Jiné, méně významné římské silnice vedly z Ilchesteru a Lydfordu-on-Fosse k velké vesnici Street a silnici A39 při Polden Hills k Somerset Levels a přístavům Combwich, Crandon Bridge a Highbridge.

### Z Ilchesteru do Exeteru
Za Ilchesterem Fosse Way sleduje úsek silnice A303 pod kopcem s opevněním pevnosti z doby železné Ham Hill, kterou obsadila legie II Augusta po porážce Durotrigů v Dorsetu.

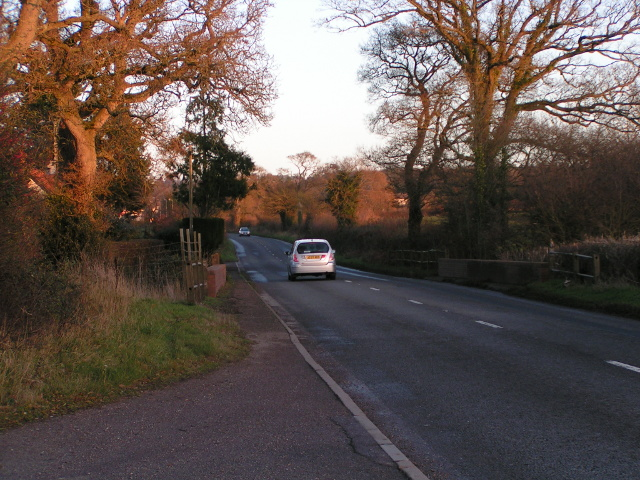
Stará A30, Fosse Way míří na východ

Za mostem Petherton Bridge přes řeku Parrett jde po venkovských cestách k Over Strattonu a Dinningtonu, kde v roce 2002 členové britské veřejnoprávní televize Channel 4 v programu Time Team vedle silnice objevili mozaiku.
Trasa míří přes Stretford Water, stoupá do svahu a krátce jde po silnici A30 ve Windwhistle Hillu. Potom se obrací k B3167 přes vesnice Street a Perry Street, připojuje se k A358, přechází řeku Axe v místě dříve zvaném Stratford (moderní název Weycroft) a dále vede do Axminsteru.
Kde Fosse Way končí, je předmětem debat. Není vyloučeno, že římská silnice pokračovala při řece Axe směrem k Axmouthu a Seatonu. Tyto úseky totiž na mapách vládní agentury Ordnance Survey nesou označení Fosse Way.
Křižovatku cest v Axminsteru ovládala římská pevnost Woodbury Farm na jižním kraji města. Cesta na západ překonává řeky Axe a Yarty a vede do Kilmingtonu v Devonu, potom po úsecích A35 a místních komunikacích do Honitonu. Odtamtud míří na jihozápad podél staré A30 do Strete Ralegh, kde nakrátko mizí, ale potom zřetelně spolu s A30 vede k Exeteru.

## Další dvě římské silnice v hrabství Warwickshire
Územím dnešního Warwickshire prochází kromě Fosse Way také Icknield Street a Watling Street. Icknield Street vede od Fosse Way v Bourtonu on the Water v hrabství Gloucestershire do Templeborough v hrabství Jižní Yorkshire.
Trasu římské cesty sleduje dálnice A5 (kdysi Watling Street) východně od Rugby. I tato rušná silnice lemovaná stromy vede více než 16 kilometrů mezi poli zcela rovně. Římané silnice stavěli bez zatáček, aby na nich usnadnili provoz, ne kvůli tomu, aby se – jak tvrdí starý vtip – místní obyvatelé nemohli ukrývat za rohem.